# آلمیرانته براون پارتیدو
المیرانت برون پارتیدو (به اسپانیایی: Almirante Brown Partido) یک سکونتگاه مسکونی در آرژانتین است که در استان بوئنوس آیرس واقع شده‌است.